# Caroline Lucas
Caroline Lucas (Malvern, 9 dicembre 1960) è una politica britannica, ex leader del Partito Verde di Inghilterra e Galles.
Il 6 maggio 2010 è stata eletta alla Camera dei Comuni nel collegio di Brighton Pavilion. Con la sua elezione, i verdi entrano per la prima volta al Parlamento del Regno Unito.
Dal 1999 è deputata al Parlamento europeo.
Laureata (first-class BA (Hons)) in Letteratura Inglese all'Università di Exeter, nel 1989 ha conseguito, sempre ad Exeter, il dottorato (PhD) con una tesi dal titolo Writing for Women: a study of woman as reader in Elizabethan romance.

## Biografia
Lucas nacque a Malvern nel Worcestershire, da genitori conservatori della classe media, Peter Lucas e Valerie Griffin. Suo padre gestiva una piccola azienda di riscaldamento centralizzato e vendeva pannelli solari. Sua madre rimase a casa per allevare i figli, tre in tutto.
Lucas è stata educata al Malvern Girls' College (diventato Malvern St James nel 2006), un collegio indipendente a Great Malvern. Si è poi recata all'Università di Exeter, dove si è laureata in letteratura inglese nel 1983. Mentre era all'università, Lucas ha fatto molti viaggi al Greenham Common Women's Peace Camp e al campo di pace di Molesworth quando è stato coinvolto nella Campagna per il disarmo nucleare (CND). Lucas era una attivista del CND ed è stata coinvolta nella campagna snowball contro le basi militari degli Stati Uniti nel Regno Unito che ha comportato il taglio di recinzioni con il rischio di essere arrestata.
Lucas ha vinto una borsa di studio per frequentare l'Università del Kansas tra il 1983 e il 1984, ottenendo un diploma di giornalismo, prima di studiare per un dottorato di ricerca in inglese presso l'Università di Exeter, ottenuto nel 1990, con una tesi intitolata "Writing for Women: a study of woman as reader in Elizabethan romance". Durante il suo dottorato, Lucas ha lavorato come addetto stampa per Oxfam dal 1989. Più tardi, ha lavorato per l'ente di beneficenza in altri ruoli, diventando attiva nel Partito Verde, e ha lasciato Oxfam nel 1999.

## Vita privata
Nel 1991, Lucas si è sposata con Richard Savage. La coppia ha due figli, uno dei quali è accademico all'Università della California a Santa Barbara. È vegetariana.